# Pétalas ao Vento
Pétalas no Vento (em inglês:  Petals on the Wind) é um romance escrito por V. C. Andrews em 1980. É o segundo livro da série Dollanganger. A linha do tempo tem lugar a partir da fuga bem-sucedida dos irmãos em novembro de 1960 até o outono de 1975. O livro, como os outros da série, foi best-seller número um na América do Norte no início dos anos 1980. Em 2014, foi adaptado para um filme original da Lifetime.

## Sinopse
O segundo livro da Saga das Foxworth relata a trajetória de Cathy e Chris quando fogem de Foxworth Hall, levando consigo a pequena Carrie. Fracos e debilitados, vão parar na casa de Paul, um médico bonito e viúvo. Cathy tem em sua cabeça terríveis planos de vingança contra a mãe. Junto com Chris eles sobem na vida e caminham em direção a seus sonhos. Entre casamentos, mortes, desilusões, amores impossíveis, dinheiro e vingança a trama se desenrola para um final fantástico, onde apenas Cathy poderá desvendar os mistérios de Paul, e descobrir o seu próprio interior.